# Mara Branković
Mara Branković (cca 1416 – 14. září 1487), známá také jako Sultana Maria, Mara Hatun, Despina Hatun nebo Amerissa, byla dcerou srbského knížete Đurađ Brankoviće a jeho ženy Irene Kantakouzene. Dostala se do harému osmanského sultána Murada II. Pobřeží mezi Salonicou a Kassandrou bylo pojmenováno po ní "Kalamarija" – Marie Boží.

## Manželství se sultánem
Po dohodě byla v červnu 1431 Mara zasnoubena se sultánem Muradem. Zásnuby měly zajistit ochranu proti osmanským invazím do Srbska, které se velmi často opakovaly. V září 1435 se za něj provdala v Edirne. Její věno byly provincie Dubočica a Toplica.
Podle kroniky Georgia Sphrantzese se Mara vrátila po smrti Murada k rodičům. Vrátila se roku 1451. Sphrantzes uvádí, že odmítla nabídku provdat se za Konstantina XI., vládce Byzantské říše. Když její rodiče zemřeli (cca v letech 1456-57), žila v harému svého nevlastního syna, sultána Mehmeda II. Údajně kromě působení v harému založila vlastní stát Ježevo. To se nacházelo nejspíše na území dnešního města Dafni u hory Athos. Když se Mehmed stal sultánem, chodil si k ní občas pro radu. Její panství Ježevo sloužilo především jako exil pro srbské šlechtice.
Podle některých zdrojů Ježevu vládla společně se svou sestrou Cantacuzinou. Tyto dvě dámy stály mezi sultánem Mehmedem a Benátskou republikou během druhé Osmansko-Benátské války (1463-79). V roce 1471 se Mara snažila zajistit dohodu mezi benátským dóžetem a sultánem.